# ジェームズ・プレストン・オドネル
ジェームズ・プレストン・オドネル（James Preston O'Donnell、1917年7月30日 - 1990年4月16日）は、アメリカの著作家、ジャーナリスト。

## 経歴
オドネルはハーバード大学出身で、大半を雑誌向けのジャーナリストとして働いた。ケネディ家とは友人の間柄であった。第二次世界大戦の最中、1945年7月2日までアメリカ陸軍信号部隊に従事し、2日後の7月4日に除隊。雑誌『ニューズウィーク』誌のドイツ支局主任に就任する。このような立場において、7月4日にはベルリンに到着。ヒトラーの死に関する調査、およびエヴァ・ブラウンについての情報入手のために配属された。
オドネルは総統地下壕の入口を警備していたソビエト連邦の兵士を買収し、ソビエト連邦出身者以外で初めて総統地下壕の調査を行った。そこでオドネルはナチスの最高機密文書を多数発見し持ち出した。文書や「総統地下壕」に住んでいた最後の居住者の多くに行ったインタビューをのちの出版物に利用したのち、アドルフ・ヒトラーの死における権威となり、最終的には1975年の著書『The Bunker』でこれまでの研究成果を発表した。
ニューズウィーク誌での在職期間を終えたのち、オドネルは残りの人生をドイツでフリージャーナリストとして活動し、雑誌『ライフ』から『サタデー・イブニング・ポスト』に至るまで幅広く雑誌に記事を掲載した。
のちにベルリンに関するアドバイザーとしてアメリカ合衆国国務省に加わる。晩年はボストン大学でジャーナリズムの教授として過ごした。2011年、歴史学者ニーアル・ファーガソンはオドネルをベルリンの壁崩壊を正確に予見した数少ない西側の評者として高く評価した。
1981年放送のCBSテレビの映画「The Bunker」で、ジェームズ・ノートン演じるオドネルが冒頭のほんの短い場面に姿を見せている。

## 著書
- O'Donnell, James Preston (1971). Sailing to Byzantium: a study in the development of the later style and symbolism in the poetry of William Butler Yeats. New York: Octagon Books. ISBN 978-0-374-96141-1
- O'Donnell, James Preston; Uwe Bahnsen (1975). Die Katakombe – Das Ende in der Reichskanzlei. Stuttgart: Deutsche Verlagsanstalt. ISBN 3-421-01712-3
- O'Donnell, James Preston (1978). The Bunker: The History of the Reich Chancellery Group. Boston: Houghton Mifflin. ISBN 978-0-395-25719-7

## 記事
- O'Donnell, James P. "I Cruised the Rhine on a Marshall-Plan Barge." The Saturday Evening Post, 3 September 1949.
- O'Donnell, James P. "The Ghost Train of Berlin." Das Beste, January 1979. (German)

## 参考図書
- Ferguson, Niall. Civilization: The West and the Rest. New York: Penguin Books, 2011, ISBN 978-1-59420-305-3.